# Forças Armadas de Malta
Forças Armadas de Malta (em malti: Forzi armati ta' Malta; em inglês:  Armed Forces of Malta, AFM) são os serviços combinados das forças armadas da República de Malta. A AFM é uma organização constituída por um quartel general e cinco unidades militares, sendo três delas de forças terrestres, uma sala aérea e um esquadrão marítimo. A força conta com um efetivo de aproximadamente 2 000 militares, com uma dotação orçamentária de 0,7% do GDP (2006 estimado).